# Fatima Zahra Chakir
Pour les articles homonymes, voir Chakir.
Fatima Zahra Chakir, née le 6 décembre 1984, est une judokate marocaine.

## Carrière
Dans la catégorie des moins de 57 kg, Fatima Zahra Chakir est médaillée d'argent aux Jeux de la Francophonie 2009 et aux Championnats d'Afrique de judo 2010 ; elle remporte la médaille de bronze aux Championnats d'Afrique de judo 2009 et aux Championnats d'Afrique de judo 2014.